# Acrylate de butyle
L'acrylate de butyle est un composé chimique de formule CH2=CHCOOCH2CH2CH2CH3. C'est l'ester d'acide acrylique CH2=CHCOOH et de n-butanol CH3CH2CH2CH2OH. Il se présente comme un liquide incolore inflammable, sensible à la lumière, d'odeur piquante. Il tend à polymériser et est donc généralement distribué avec des stabilisants. Il peut cependant malgré tout polymériser violemment sous l'effet de la chaleur ; son enthalpie de polymérisation est de −78 kJ/mol ou −608 kJ/kg. Ses vapeurs forment avec l'air des mélanges très inflammables.
On peut le produire par estérification de l'acide acrylique par le n-butanol sous catalyse acide. Il est également possible de faire réagir du monoxyde de carbone CO avec de l'acétylène C2H2 en présence de n-butanol. 
L'acrylate de butyle est un monomère industriel important pour la production de peintures, revêtements, adhésifs, combustibles, textiles, matières plastiques et de calfatage.